# Сакс, Гейб
Гейб Сакс (англ. Gabe Sachs) — американский сценарист и телепродюсер.

## Биография
Окончил школу «USC School Of Cinematic Arts». Снимал телевизионные пилота на деньги, которые сможет собрать и используя любые доступные технические средства. Главным проектом в юности для него было комедийное скетч-шоу, которое он снимал вместе с друзьями на старую видео-камеру и сотню долларов в качестве оплаты за пропитания «актёров». Так он привлёк внимание Джима Абрамса из «Airplane/Kentucky Fried Movie /Police Squad», который посоветовал заняться поиском более продвинутой аппаратуры для съёмок.
Затем Гейб отправился в Нью-Йорк вместе со своими друзьями. Первым крупным проектом стал пилот шоу «Street Match», который купил канал «ABC» в качестве летнего шоу. Затем начался период работы над шоу «Pranks», где познакомился со своим ныне постоянным коллегой Джеффом Джудой. Вместе они написали сценарий для канала «HBO» — «Damian Cromwell’s Postcards From America», практически сразу же основав продюсерскую компанию «Sachs Judah Productions».
Гейб и Джуда работают вместе уже около 10 лет. Они заключили контракт с «Touchstone». Недавно закончили работу над фильмом «Дневник слабака», премьера которого состоялась 19 марта 2010 года.
Также работал над сценарием ремейка фильма «Месть полудурков» (1984 года) — главную роль должен был исполнить Адам Броди — но покинул проект после 3 недель.

## Фильмография

### Сценарист
- 1988: On My Honor (короткометражка)
- 1997—2003: Журнал мод / Just Shoot Me!
- 1999—2000: Хулиганы и ботаны / Freaks and Geeks
- 2002: / Homeward Bound
- 2004: Я в игре / In the Game
- 2004—2005: Переходный возраст / Life As We Know It
- 2007: Адвокаты / Making It Legal
- 2007: Псы закона / Law Dogs
- 2008—2009: 90210: Новое поколение / 90210
- 2010: Дневник слабака / Diary Of A Wimpy Kid
- 2011: Дневник слабака 2 / Diary Of A Wimpy Kid: Rodrick Rules
- 2012: Дневник слабака 3 / Diary Of A Wimpy Kid: Dog Days

### Продюсер
- 1993: Street Match — продюсер
- 1996: Pranks — исполнительный продюсер
- 1997: Damian Cromwell’s Postcards from America — исполнительный продюсер
- 1998: Costello (3 эпизода) — продюсер
- 1999—2000: Хулиганы и ботаны / Freaks & Geeks (17 эпизодов) — продюсер-супервизор
- 2000—2001: Журнал мод / Just Shoot Me! (22 эпизода) — соисполнительный продюсер
- 2001—2003: Неопределившиеся / Undeclared (7 эпизодов) — консультирующий продюсер
- 2002: Homeward Bound (телевизионный фильм) — исполнительный продюсер
- 2003: Platonically Incorrect (телевизионный фильм) — исполнительный продюсер
- 2004—2005: Переходный возраст / Life As We Know It (3 эпизода) — исполнительный продюсер
- 2005: Testing Bob (телевизионный фильм) — исполнительный продюсер
- 2006: Женщины определённого возраста / Women Of A Certain Age (телевизионный фильм) — исполнительный продюсер
- 2006: What About Brian (4 эпизода) — исполнительный продюсер
- 2007: Осенняя дорога / October Road (1 эпизод) — исполнительный продюсер
- 2007: Making It Legal (телевизионный фильм) — исполнительный продюсер
- 2008—2009: 90210: Новое поколение / 90210 (16 эпизодов) — исполнительный продюсер
- 2010: Ковчег / Ark (9 эпизодов) — исполнительный продюсер